# Ромбическая жабья гадюка
Ромбическая жабья гадюка (лат. Causus rhombeatus) — вид ядовитых змей из семейства гадюковых.
Общая длина достигает 50—80 см, максимальная длина до 93 см. Голова среднего размера, плоская, треугольная. Она покрыта крупными щитками правильной формы. Шейный перехват не выражен. Туловище плотное, но не толстое. Хвост короткий. Ядовитые железы развиты очень сильно. Они имеют удлинённую форму и размещаются не только в верхней челюсти, но и в переднем отделе туловища.
Спина окрашена в светло-бурый цвет, иногда с зеленоватым оттенком. На ней расположены в один ряд большие тёмно-бурые пятна ромбически-многоугольной формы. На голове большое треугольно-сердцевидное пятно. Все эти пятна окаймлены тёмными или реже белыми окантовками. Боковые стороны туловища украшены тёмными косопоперечными рисками.
Любит разреженные леса, сельскохозяйственные земли, селения, держится вблизи водоёмов, во влажных низинах и на поливных участках. Днём скрывается в укрытии или немного зарывается в верхний слой почвы. Ночью выходит на охоту. Питается лягушками, жабами, мелкими грызунами.
Яд не представляет угрозы для жизни человека.
Яйцекладущая змея. Самки откладывают 10—12 яиц длиной 2—3 см. Инкубационный период длится 4 месяца. Детёныши появляются длиной 10—12,5 см.
Живёт в центральной и западной Африке от Судана на севере до Намибии и Мозамбика на юге, от Сомали на востоке до Сенегала на западе.